# ¿Dónde carajos está Umaña?
¿Dónde carajos está Umaña? é uma telenovela colombiana transmitida pelo Caracol Televisión de 7 de maio de 2012 a 1 de fevereiro de 2013.

## Elenco

### Elenco principal
- Diego Trujillo - Patricio Umaña/Juan Nepomuceno "Juancho" Feria
- Marcela Carvajal - Ángela Adriana Pizarro Nieto de Umaña/Audrey Falla de Feria
- Carolina López - Daniela Umaña Pizarro/Daniela Cirila Feria Falla
- Erik Leonardo Cuéllar - Felipe "Pipe" Umaña Pizarro/Felipe "Pipe" Feria Falla
- Ana María Kamper - Estela Lorenza Nieto Vda. de Pizarro/Lorenza Nieto/de Daza
- Alexandra Restrepo - Sagrario Cruz Mancilla

### Elenco de apoio
- Alejandro Palacio - Fernando "Cabo" Payares #1
- Karoll Márquez - Fernando "Cabo" Payares #2
- Carlos Muñoz - Fidel Daza "Don Fidel"
- Ana Soler - Susy de Dangond "Doña Susy"
- Julio Echeverry - Sabas Dangond "Sr. Alcalde"
- Eileen Roca - Belinda Velandia "Profe Belinda"
- Pedro Palacio - Tiburcio "El Viejo Tibur"
- Kimberly Reyes - Magaly Dangond
- Herbert King - Padre Benancio
- Marcia Jones - Dinaluz
- Jalker E- Farid Mancurro - Latamán Daza
- Beto Villa Jr - Agente Gavilán
- Luis Tamayo - Agente Golero
- Margoth Velásquez - Doña Ceciclia
- Xilena Aycardi - Srta. Lequerica "Reina"
- Myriam de Lourdes - Lola del Risco
- Federico Rivera - Sargento Bermudez
- Belky Arizala - Srta. Úrsula
- Carmen Marina Torres